# Arzach (quadrinhos)
Arzach é um coleção de histórias em quadrinhos de Moebius, publicadas originalmente na França em 1975 na revista Métal Hurlant, o volume é composto de quatro histórias curtas protagonizadas pelo personagem-título, que é um guerreiro que monta um animal alado semelhante a um pterodáctilo. Em 2012, a edição brasileira da obra, publicada no ano anterior pela editora Nemo, ganhou o Troféu HQ Mix na categoria "melhor publicação de clássico".